# جون روبرت إيفانز
جون روبرت إيفانز (بالإنجليزية: John Robert Evans)‏ هو طبيب كندي، ولد في 1 أكتوبر 1929 في تورونتو في كندا، وتوفي بنفس المكان في 13 فبراير 2015 بسبب مرض باركنسون.